# Glyptothorax striatus
Glyptothorax striatus är en fiskart som först beskrevs av Mcclelland 1842.  Glyptothorax striatus ingår i släktet Glyptothorax och familjen Sisoridae. IUCN kategoriserar arten globalt som nära hotad. Inga underarter finns listade i Catalogue of Life.